# Liste der Kulturdenkmale in Koltzschen
In der Liste der Kulturdenkmale in Koltzschen sind die Kulturdenkmale des Colditzer Ortsteils Koltzschen verzeichnet, die bis Mai 2024 vom Landesamt für Denkmalpflege Sachsen erfasst wurden (ohne archäologische Kulturdenkmale). Die Anmerkungen sind zu beachten.
Diese Aufzählung ist eine Teilmenge der Liste der Kulturdenkmale in Colditz.

## Koltzschen
| Bild                                    | Bezeichnung                                                      | Lage                  | Datierung                                        | Beschreibung | ID       |
| --------------------------------------- | ---------------------------------------------------------------- | --------------------- | ------------------------------------------------ | --- | -------- |
| Direkt Bild zu diesem Denkmal hochladen | Denkmal für die Gefallenen des Ersten Weltkrieges                | Bergstraße (Karte)    | 1923                                             | Grob behauener Porpyhrtuffstein mit polierter Inschriftplatte, orts- und zeitgeschichtlich von Bedeutung. Porphyrtuff, Schrifttafel polierter Granit. | 08970841 |
| Direkt Bild zu diesem Denkmal hochladen | Seitengebäude eines Vierseithofes                                | Bergstraße 4 (Karte)  | Um 1830                                          | Regionaltypischer Fachwerkbau, heimat- und baugeschichtlich von Bedeutung. Erdgeschoss und Giebel massiv, zum Teil in Naturstein, Obergeschoss Fachwerk, Anbauten, zugewandter Teil hofseitig massiv erweitert.                                                                                    | 08970835 |
|                                         | Ehemalige Schule                                                 | Bergstraße 18 (Karte) | 1895–1896                                        | Schlichter Putzbau mit Porphyrtuffelementen, orts- und sozialgeschichtliche Bedeutung. Zweigeschossig, Bruchsteinmauerwerk, verputzt, Putzgliederungen, Sockel und Gewände in Rochlitzer Porphyrtuff, Anbau, Fenster DDR-mäßig erneuert.                                                           | 08970832 |
| Direkt Bild zu diesem Denkmal hochladen | Wohnstallhaus, Seitengebäude und Toreinfahrt eines Dreiseithofes | Bergstraße 21 (Karte) | Um 1800 (Seitengebäude); um 1810 (Wohnstallhaus) | Regionaltypische Fachwerkbauten, heimat- und baugeschichtliche Bedeutung | 08970833 |
| Direkt Bild zu diesem Denkmal hochladen | Wohnstallhaus eines Dreiseithofes                                | Bergstraße 25 (Karte) | 18. Jahrhundert                                  | Fachwerkbau mit Verblattungen, als eines der ältesten Gebäude des Dorfes heimat- und baugeschichtlich von Bedeutung. Erdgeschoss und Giebel massiv in Naturstein, Obergeschoss Fachwerk mit Verblattungen, hofseitig kürzlich verbrettert, steiles Satteldach, bedeutend für die Kulturlandschaft. | 08970837 |
| Direkt Bild zu diesem Denkmal hochladen | Seitengebäude eines Vierseithofes                                | Bergstraße 26 (Karte) | Um 1890                                          | Putzbau mit Porphyrtuffelementen und schöner Kumthalle,straßenbildprägende Lage, heimat- und baugeschichtliche Bedeutung. Pferdestall mit Knechtstuben, massiv mit Porphyrtuffgewänden, schöne Kummethalle auf Porphyrtuffsäulen, Satteldach, Dachhaus.                                            | 08970836 |
| Direkt Bild zu diesem Denkmal hochladen | Häuslerhaus                                                      | Bergstraße 30 (Karte) | 1. Hälfte 19. Jahrhundert                        | Ortstypischer Fachwerkbau, heimat- und baugeschichtlich von Bedeutung. Zweigeschossig, Erdgeschoss und Giebel massiv, dickes Mauerwerk im Erdgeschoss, Obergeschoss Fachwerk, Satteldach, Westseite Schieferdeckung, rückwärtig Abseite, regionaltypisches Häusleranwesen.                         | 08970839 |
| Direkt Bild zu diesem Denkmal hochladen | Scheune eines Bauernhofes                                        | Bergstraße 34 (Karte) | Um 1850                                          | Regionaltypischer Fachwerkbau, heimat- und baugeschichtliche Bedeutung. Fachwerk mit Lehmausstakung, Rückseite verbrettert, Satteldach, landschafts- und ortsbildprägende Fachwerkscheune. | 08970840 |

## Tabellenlegende
- Bild: Bild des Kulturdenkmals, ggf. zusätzlich mit einem Link zu weiteren Fotos des Kulturdenkmals im Medienarchiv Wikimedia Commons. Wenn man auf das Kamerasymbol klickt, können Fotos zu Kulturdenkmalen aus dieser Liste hochgeladen werden:
- Bezeichnung: Denkmalgeschützte Objekte und ggf. Bauwerksname des Kulturdenkmals
- Lage: Straßenname und Hausnummer oder Flurstücknummer des Kulturdenkmals. Die Grundsortierung der Liste erfolgt nach dieser Adresse. Der Link (Karte) führt zu verschiedenen Kartendiensten mit der Position des Kulturdenkmals. Fehlt dieser Link, wurden die Koordinaten noch nicht eingetragen. Sind diese bekannt, können sie über ein Tool mit einer Kartenansicht einfach nachgetragen werden. In dieser Kartenansicht sind Kulturdenkmale ohne Koordinaten mit einem roten bzw. orangen Marker dargestellt und können durch Verschieben auf die richtige Position in der Karte mit Koordinaten versehen werden. Kulturdenkmale ohne Bild sind an einem blauen bzw. roten Marker erkennbar.
- Datierung: Baubeginn, Fertigstellung, Datum der Erstnennung oder grobe zeitliche Einordnung entsprechend des Eintrags in der sächsischen Denkmaldatenbank
- Beschreibung: Kurzcharakteristik des Kulturdenkmals entsprechend des Eintrags in der sächsischen Denkmaldatenbank, ggf. ergänzt durch die dort nur selten veröffentlichten Erfassungstexte oder zusätzliche Informationen
- ID: Vom Landesamt für Denkmalpflege Sachsen vergebene, das Kulturdenkmal eindeutig identifizierende Objekt-Nummer. Der Link führt zum PDF-Denkmaldokument des Landesamtes für Denkmalpflege Sachsen. Bei ehemaligen Kulturdenkmalen können die Objektnummern unbekannt sein und deshalb fehlen bzw. die Links von aus der Datenbank entfernten Objektnummern ins Leere führen. Ein ggf. vorhandenes Icon  führt zu den Angaben des Kulturdenkmals bei Wikidata.